# Blue Point
Blue Point – warszawski wieżowiec znajdujący się przy al. Stanów Zjednoczonych 61a, róg ul. Grenadierów, oddany do użytku w 2002.

## Opis
Inwestorem był Pezetel Development Warszawa, a budynek był zarządzany przez GP Bis Grupa Impel. 
Biurowiec ma 65 metrów wysokości i 17 kondygnacji. Projektantem budynku był Wojciech Jankowski, a generalnym wykonawcą – spółka Progress, JKM Designs.
W biurowcu miała swoją pierwszą warszawską siedzibę agencja Frontex.